# سراة الحجر
سراة الحجر هي أحد سروات الحجاز وهي الأجزاء الجبلية العالية الممتدة مابين أبها والباحة، ويسكنها اليوم أفراد قبائل - رجال الحجر - بللحمر، وبللسمر، وبني شهر، وبني عمرو.

## الحدود
تقع بلاد سراة الحجر بين خط عرض 30-18 ش، وخط عرض 30-19 ش، وبذلك تكون بين بلاد بلقرن في الشمال وبلاد شهران في الشرق وبلاد بارق في الغرب، ومن الجنوب يحدها بلاد عسير أو عنز .

## سبب التسمية
قد يعود سبب التسمية نسبة لسكانها وهم بنو الحجر أو «رجال الحجر» .